# أغريب
أغريب إحدى بلديات دائرة أزفون التابعة لولاية تيزي وزو.

## أعلام
- السعيد سعدي
- محمد إيسياخم
- ديدوش مراد

## مواضيع ذات صلة
- بلديات ولاية تيزي وزو
- دوائر ولاية تيزي وزو